# Gmina Żukowice
Gmina Żukowice je polská vesnická gmina v okrese Hlohov v Dolnoslezském vojvodství. Sídlem gminy je ves Żukowice. V roce 2010 zde žilo 3 536 obyvatel.
Gmina má rozlohu 68,09 km² a zabírá 15,37% rozlohy okresu. Skládá se z 15 starostenství.

## Částí gminy
StarostenstvíBrzeg Głogowski, Bukwica, Czerna, Dankowice, Dobrzejowice, Domaniowice, Glinica, Kamiona, Kłoda, Kromolin, Nielubia, Słone, Szczepów, Zabłocie, Żukowice
Sídla bez statusu starostenstvíCzerna-PKP, Góra Świętej Anny, Mierzów, Słoćwina, Zameczno.